# 南側用水路

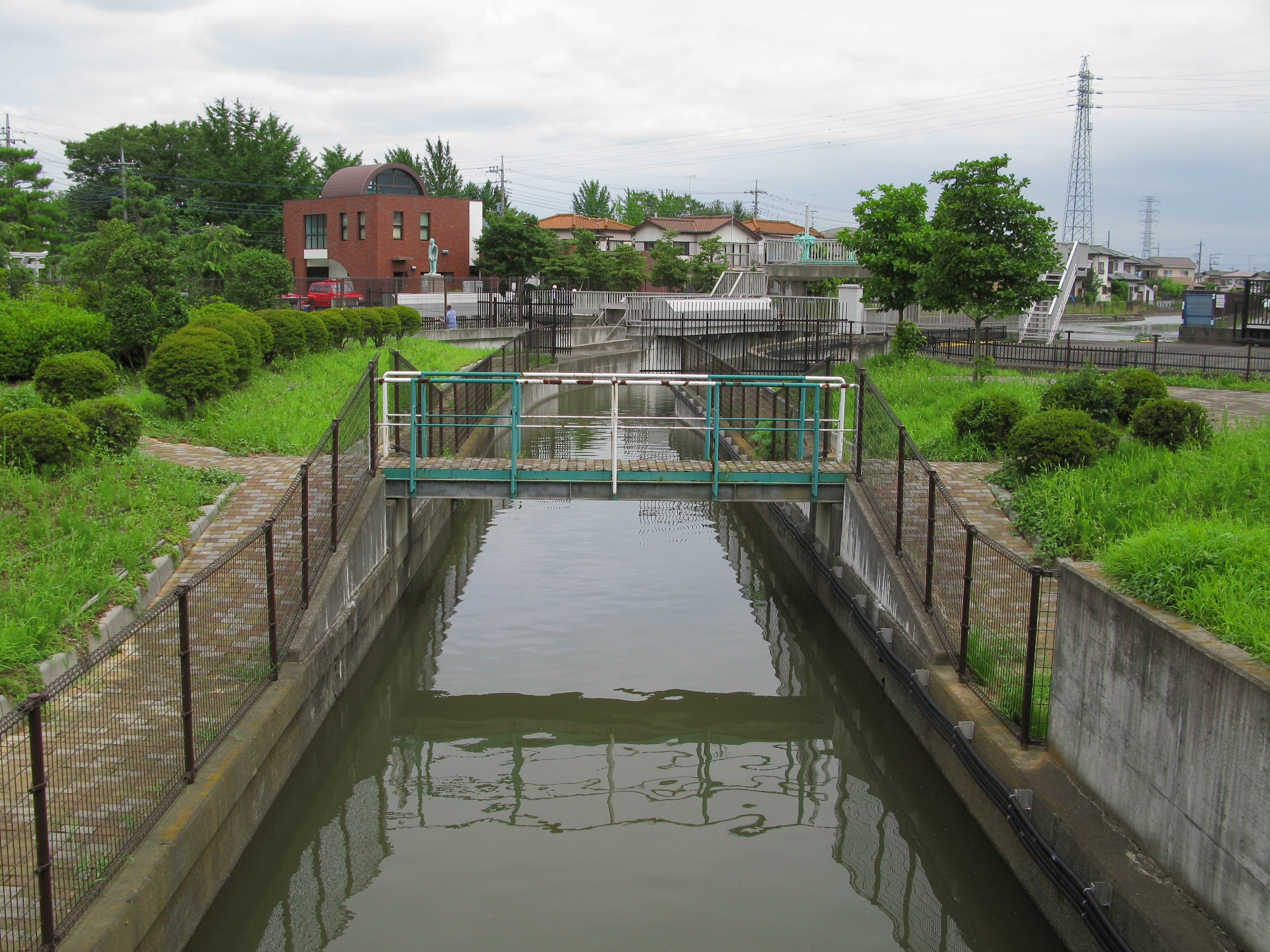
葛西用水路との分水点

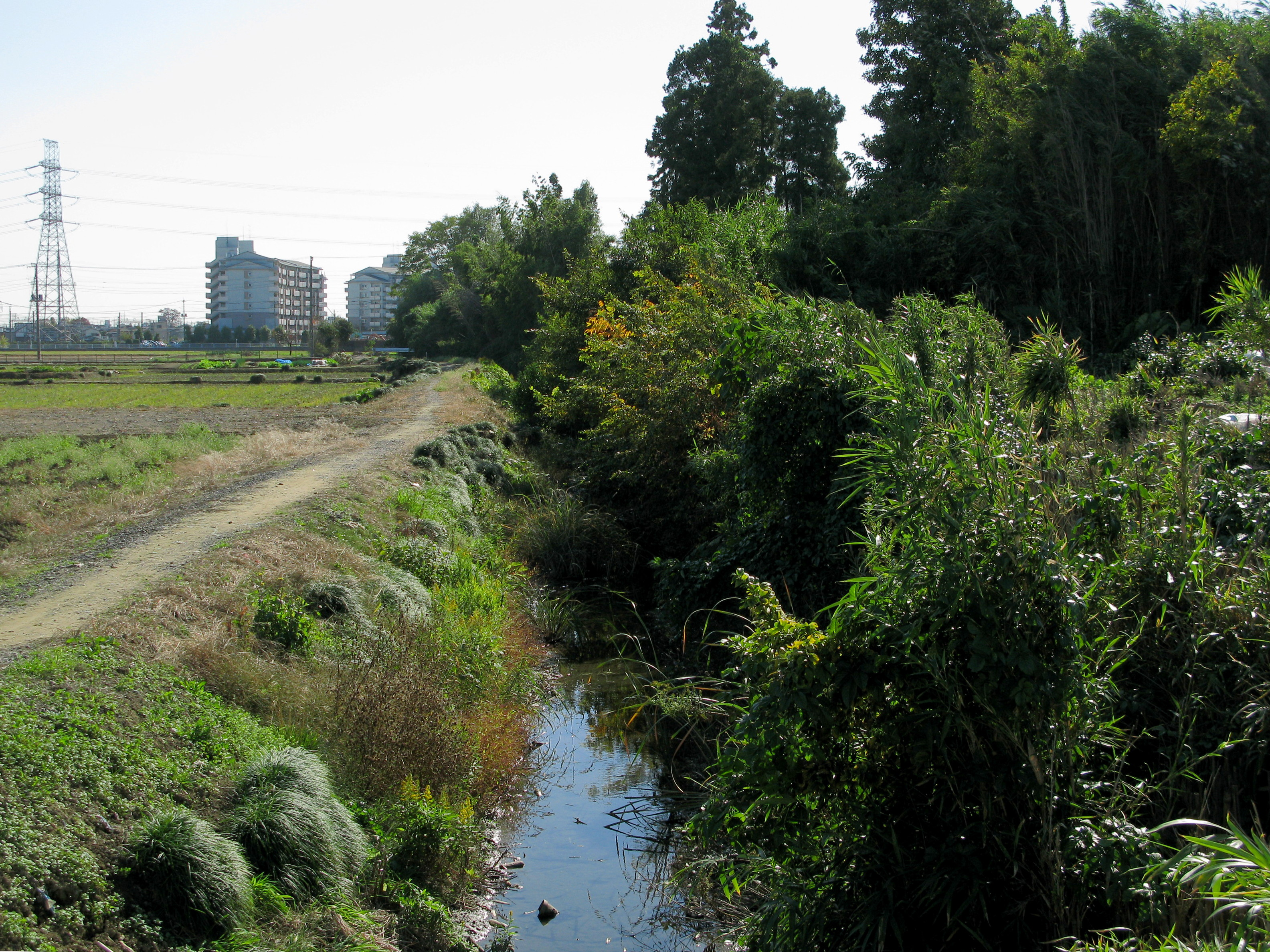
杉戸町杉戸地区

南側用水路（みなみがわようすいろ）は、埼玉県の幸手市・北葛飾郡杉戸町・春日部市を流れる農業用水路である。

## 概要
埼玉県幸手市大字上高野の葛西用水路・琵琶溜井より分水し、主として大落古利根川より東側の水田地域を灌漑する。用水路は現在でも開削当時の面影を残す素掘りの区間が多い。北葛飾郡杉戸町杉戸4丁目より周辺は市街地となり、南側用水路は暗渠化され地上は遊歩道となる。現在は農業用水路としての役目を終え、南側水路とも称される。
葛西用水路との分水地点の琵琶溜井に水路改良記念館および葛西宮（久喜市栗原四丁目）が設置されており、また用水記念碑（幸手市大字上高野）が建つ。
上流部の開渠区間では護岸整備工事や木道設置などが行われている。

## 流路
- 源流：葛西用水路
- 起点：埼玉県久喜市栗原4丁目（西側）と幸手市大字上高野（東側）の境界、幸手市側。
- 幸手市大字上高野の琵琶溜井にて葛西用水路より分水し、南へと流れる。
- 埼玉県道65号さいたま幸手線を横断し、同県道の東側を沿うように大字上高野を南へ流下する。
- 北葛飾郡杉戸町との境界より約150 m北に幸手領第一揚水機場が設けられている。
- 北葛飾郡杉戸町大字下野を埼玉県道65号さいたま幸手線の東側を沿い南流する。
- 大字下野と大字上高野の境界付近にて埼玉県道65号さいたま幸手線と離れ南南東へ流下する。
- 大落古利根川橋梁「和戸橋」の東方にて南東へ流下する。
- 埼玉県道372号下高野杉戸線の東方を沿うように南東へ流下する。
- 大字杉戸を南東へ流下する。
- 大字杉戸（西側）と杉戸5丁目（東側）の境界にて東武日光線を横断し、杉戸5丁目を南東へ流下する。
- 杉戸5丁目・1丁目（北側）と杉戸4丁目（南側）の間を流れる。
- 大落古利根川橋梁「河原橋」の北東、杉戸1丁目（北側）と杉戸4丁目（南側）の境界にて、暗渠化される。
- この地点より下流域の地上は遊歩道となる。
- 杉戸町の中心市街地を暗渠で縦断し、清地1丁目で大落古利根川左岸に合流する水路が分岐する。本流は北にクランク状に折れ、途中埼玉県道373号堤根杉戸線を交差する。
- 埼玉県道373号堤根杉戸線と国道4号の間を途中クランク状に折れながら南東へ流下する。
- 杉戸警察署の南方で国道4号を斜めに交差し、開渠となる。杉戸町南公民館の付近で南東方向に水路が分岐する。この水路は最終的に倉松川右岸に合流する。
- 国道4号の杉戸町堤根（南）歩道橋付近で国道4号の歩道の下を再び暗渠で南へ流下する。
- 小渕（南）交差点付近で国道4号と別れて開渠となり東へ流れる。
- 春日部市八丁目で旧倉松落に合流する。この旧倉松落は最終的に大落古利根川左岸に合流する。
- 終点：旧倉松落

## 橋梁
- 琵琶溜井の南東、埼玉県道65号さいたま幸手線交差点下暗渠
- 愛宕橋
- 八幡橋
- 宮ノ下橋[2]
- 平成橋
- 東武日光線橋梁（これより下流は暗渠）

橋は数多くあるが、名称のついたものは少ない。

## 周辺の施設
- 琵琶溜井
- 高野砂丘
- 上高野集会場
- 下野集会場
- 宮ノ下集会場
- 中志集会場
- 上杉戸集会場
- 昌平中学・高校
- 御成街道の赤松
- 福正院
- 永福寺
- 全長寺
- 第六天神社
- 香取神社
- 天神社
- 八幡神社
- 木々子神社
- 浅間神社
- 愛宕神社
- 天満宮
- 稲荷神社
- 御所宮神社
- 熊野神社
- 上杉戸香取神社
- 舎人稲荷神社
- 揚水機場
- 千石用水路
- 幸手領第一揚水機場
- 杉戸西近隣公園
- 杉戸3・4丁目、清地1丁目の遊歩道「みなみがわ散策路」